# Джигда-хатун
Джигда-хатун (груз. ჯიგდა-ხათუნი; пом.. 1252) — цариця-консорт Грузії, перша дружина царя Давида VII Улу.

## Походження та шлюб
Середньовічні грузинські хроніки не дають жодних відомостей про походження Джигди-хатун. Її ім'я свідчить про можливе монгольське походження. На думку сучасного історика Івана Джавахішвілі, Давид VII міг одружитися з нею приблизно в 1247 році з політичних причин, перебуваючи при дворі монгольського кагана Ґуюка, чекаючи визнання його царем Грузії і вирішення спору про престолонаслідування зі своїм тезкою — двоюрідним братом Давидом VI Нарином. Інший сучасний вчений Кирило Туманов вважав Джигду-хатун сельджуцькою принцесою, дочкою султана Коньї. У написі з церкви Абеліа на півдні Грузії вона згадується як Тамар-хатун, що вказує на те, що вона отримала нове, християнське ім'я в Грузії.

## Регентство
Участь Джигди-хатун в управлінні Грузією було викликано від'їздом Давида до двору Батия, коли вона разом з придворним Джикуром залишилася в ролі регентів. Джикур, хоча й займав відносно незначну посаду церемоніймейстера (местумре), мав великий вплив при дворі завдяки своїй відданості Давиду VII. Він зіграв важливу роль у зниженні рівня розбоїв в країні. Таким чином, Джикур залишився охороняти царицю в Тбілісі. Він також відповідав за будівництво королівського палацу в Ісані і стягнення данини з «диких» горян Пхови.
Регентство Джигди-хатун було відкинуто знатним Торгвою з Панкісі, який спробував відокремитися від царства в Кахетії, області, ввіреної йому Давидом. Після повернення царя в Грузію домагання Торгви почали слабшати, і він повернувся до свого Панкіського володіння. Джикур виманив його звідти обіцянкою безпеки, але наказав вбити за намовою Джигди-хатун.

## Питання спадкування престолу та смерть
Оскільки Джигда-хатун залишалася бездітною, що служило джерелом великого неспокою для грузинської знаті, Давид узяв собі в 1249 році тимчасову дружину, прекрасну аланську жінку Алтун, від якої він погодився відмовитися після народження спадкоємця. Їхній син, Георгій, з'явився на світ 1250 року, та був усиновлений Джигдою-хатун.
Союз Давида з Алтун був розірваний після народження другої дитини — дочки Тамари. Джигда-хатун померла в 1252 році і була похована у царському некрополі в Мцхеті. Давид незабаром одружився втретє, на Гванці Кахаберідзе.